# Spårvägsmuseet
Spårvägsmuseet (Sporvejsmuseet) eller Stockholms Spårvägsmuseum er et museum i Stockholm, der viser udviklingen af lokaltrafikken fra de første hesteomnibusser og hestesporvogne i 1800-tallet til vore dage. Museet har til formål at bevare og fortælle om lokaltrafikken til søs og om nutidens og fremtidens kollektive trafik i stockholmsregionen. Museet ligger Tegelviksgatan 22 i Södermalm og ejes af Stockholms läns landsting Trafikförvaltningen.
Museet har omkring 60 sporvogne, lokaltog, busser, trolleybusser, jernbanevogne mv., hvoraf de fleste er udstillet. Andre findes hos Lidingöbanan, Roslagsbanan, Saltsjöbanan og Stockholms tunnelbana, hvor de kører ved arrangementer, og på Djurgårdslinjen. Museet selv har desuden tegningsarkiv, fotosamling, bibliotek og cafe. Desuden ligger Leksaksmuseet (legetøjsmuseet) i Spårvägsmuseets lokaler, og de to museer har fælles indgang.

## Historie
Sporvejschefen Ernst Hjortzberg begyndte at samle genstande allerede omkring 1900, da der stadig kørte hestesporvogne i Stockholms gader. Et internt museum fandtes ved selskabets hovedkontor ved Tegnérgatan. Denne samling er nævnt i en avisartikel fra 1922.
I 1944 åbnede museet for almenheden på Tulegatan i nærheden af de sporvognsremiserne, nu kvarteret Spårvagnen. I 1964 flyttede museet til Odenplans tunnelbanestation. De lokaler var dog meget små, og man havde ikke mulighed for at udstille så mange køretøjer.
I 1990 fik man nye lokaler under Storstockholms Lokaltrafiks busgarage Söderhallen på Södermalm med indgang fra Tegelviksgatan 22. Her har man siden udstillet en stor del af samlingen, og man har endda bygget en minitunnelbane, som de mindste kan køre med gennem museet. Siden 2005 har Leksaksmuseet ligget i Spårvägsmuseets lokaler.

## Udstillinger
Museet har en permanent udstilling af køretøjer og genstande fra den kollektive trafiks historie. Det ældste er en hesteomnibus, en såkaldt Wurst, der formentligt blev bygget engang i 1840'erne. Det er sandsynligvis det ældste køretøj til lokaltrafik, der er bevaret i Sverige. Yngst er en mock-up, dvs. en model i fuld størrelse af sporvognstypen A35, der blev leveret til Tvärbanan og Nockebybanan i 2013. Udstillingen er opbygget kronologisk. Blandt højdepunkterne i samlingen er hestesporvogn nr. 12 fra 1877 fra Stockholms Nya Spårvägsaktiebolag og den elektriske sporvogn nr. 14 fra 1901 fra Stockholms Södra Spårvägsaktiebolag. Det er muligt at komme ind i flere af køretøjer.
Udover den faste udstilling er der skiftende udstillinger. Her vises f.eks. uniformer, gamle trafikreklamer og kunst.